# Djedefptah
Djedefptah, o Ptahdjedef (fl. XXVI secolo a.C.), potrebbe essere stato un faraone della IV dinastia egizia.

## Biografia
Forse ultimo sovrano della dinastia, la sua esistenza è attestata solamente dalla lista di Manetone, nella forma riportata da Sesto Giulio Africano, che pone al termine della IV dinastia un Thampththis, nome che non è possibile mettere in relazione con nessun altro sovrano della dinastia e che potrebbe essere una deformazione del nome egizio Djedefptah o Ptahdjedef (ḏd =f pth).
Un'ulteriore circostanza che renderebbe possibile questa ipotesi è quella che il Canone Reale risulta danneggiato proprio nella parte riguardante la fine della IV dinastia e l'attuale disposizione dei frammenti lascia spazio, dopo Micerino, a un ulteriore sovrano.

Allo stato attuale delle conoscenze mancano però del tutto riscontri archeologici che possano confermare queste ipotesi.